# نوا دوبنیتسا
نوا دوبنیتسا (به آلمانی: Neudubnitz) یک شهرک در اسلواکی با جمعیت ۱۲٬۳۵۸ نفر است که در Ilava District واقع شده‌است.